# Quino
Pour les articles ayant des titres homophones, voir Kino et Quinault.
Joaquín Salvador Lavado Tejón, dit Quino, est un auteur de bande dessinée et dessinateur humoristique argentin, né le 17 juillet 1932 à Mendoza (Argentine) et mort le 30 septembre 2020 dans la même ville.
Auteur de dessins d'humour, il est essentiellement connu pour avoir créé le personnage satirique de Mafalda, une petite fille brune mise en scène dans des comic strips.

## Biographie

### Famille
Joaquín Salvador Lavado Tejón est le fils d'immigrants espagnols. On l'appelle Quino (diminutif espagnol de Joaquín) dès sa naissance pour le différencier de son oncle Joaquín Tejón, peintre et dessinateur publicitaire qui lui aurait fait découvrir sa vocation vers l'âge de trois ans.

### Carrière
Son premier livre, Mundo Quino, paraît en 1963. Son personnage de Mafalda pour qui il est surtout connu est né en 1962 pour une campagne de publicité commandée par la marque d'électroménager Mansfield et qui ne verra jamais le jour. Il publiera ensuite ses premiers comic strips en 1964 dans la revue hebdomadaire Primera plana,.
À travers la série Mafalda, c'est Quino qui exprime ses idées sur son époque, et si certaines allusions à l'actualité argentine de l'époque, et notamment à la dictature militaire, peuvent rendre un peu obscures quelques histoires, la plupart des bandes sont parfaitement compréhensibles au lecteur d'aujourd'hui. Il est parfois surnommé « le Sempé argentin », les deux auteurs de bande dessinée, notamment dans la presse, ont en effet le même âge (à un mois d'écart), et tous les deux un enfant pour personnage principal de leurs histoires. Quino indique « avoir rencontré Sempé en 1968. [...] nous nous voulions des résistants de l'humour absurde. Nous sommes nés le même jour de la même année et nous avons publié notre premier ouvrage en même temps. En fait, je le considère un peu comme un « frère d'encre » ». Sa série est aussi comparée à Peanuts de Charles Schultz qui met en scène également un enfant se posant des questions sur le monde et les adultes.

« Mafalda est une petite fille, et on me laissait donc faire. Elle paraît innocente. »

— Quino
Quino a cessé de dessiner Mafalda en 1973, et se consacre à son œuvre de dessinateur d'humour, moins connue que Mafalda malgré des recueils publiés dans plusieurs pays. Son trait élégant et efficace lui donne un style immédiatement reconnaissable. Il lui arrive aussi de mettre encore Mafalda à contribution pour des dessins destinés à des organismes ou des associations lui tenant particulièrement à cœur (Amnesty International, campagnes d'alphabétisation, Unicef par exemple).
Jugé subversif par le régime dictatorial, Quino est menacé. Il est obligé de quitter le pays en 1976.

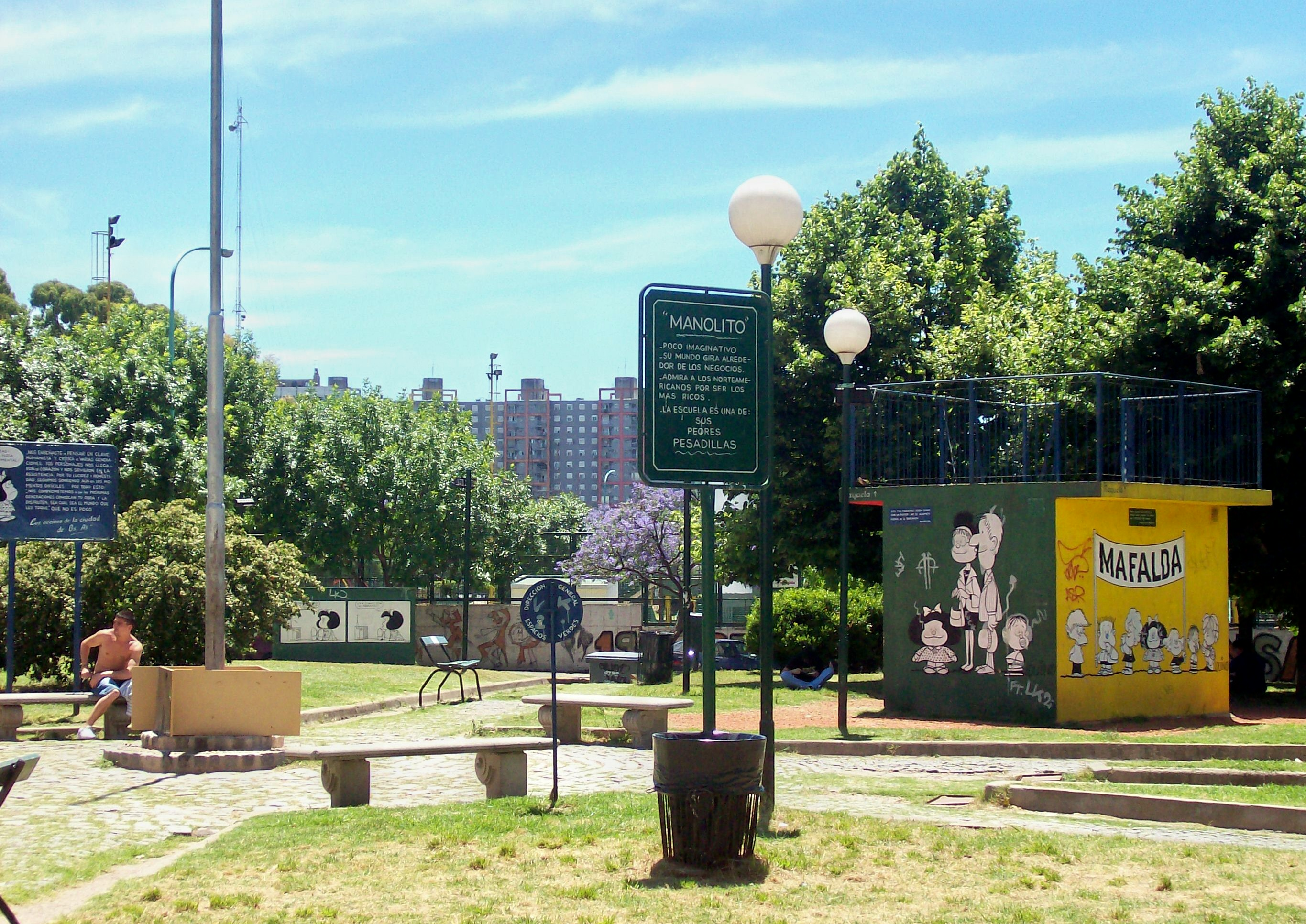
Place Mafalda décorée avec des personnages de la série à Buenos Aires.

L'auteur a reçu de nombreux prix et récompenses dans son pays et dans tout le monde hispanique, les plus distingués, le prix Haxtur « de l'auteur que nous aimons » pour l'ensemble de son œuvre en 2000, le Prix ibéro-américain d'humour graphique Quevedos en 2000 (doté de trente mille euros), et le prix international d'humour Gat-Perich, en 2010. En Allemagne, il reçoit en 1988 le prix Max et Moritz du meilleur comic strip international, et l'année suivante en Norvège le prix Sproing de la meilleure bande dessinée étrangère.
En France, il a été nommé officier des Arts et des Lettres par Frédéric Mitterrand, ministre de la Culture et de la Communication, au titre de la promotion des personnalités étrangères du printemps 2010 et décoré par Aurélie Filippetti le 3 décembre 2012 au Salon du livre jeunesse de Montreuil. Lors de l'édition 2014 du Salon du livre de Paris, Quino est décoré de l'insigne d'officier de la Légion d'honneur après soixante ans de dessins, remise par l'ambassadeur de France en Argentine. La décoration est également remise à Mafalda son personnage fétiche le 7 mars 2014 à l'ambassade de France à Buenos Aires, ce qui est une première pour un personnage de bande dessinée,.
Le 25 novembre 2012, Quino participe au dixième Carrefour de l'animation à Paris en collaboration avec l'agence littéraire Caminito, Karmafilms Distribution et les éditions Glénat. L'hommage Quino'scopage ou l'univers de Quino vu par les écoles d'animation réalisé avec plus d'une soixante d'étudiants en animation est présenté devant plus de mille personnes.

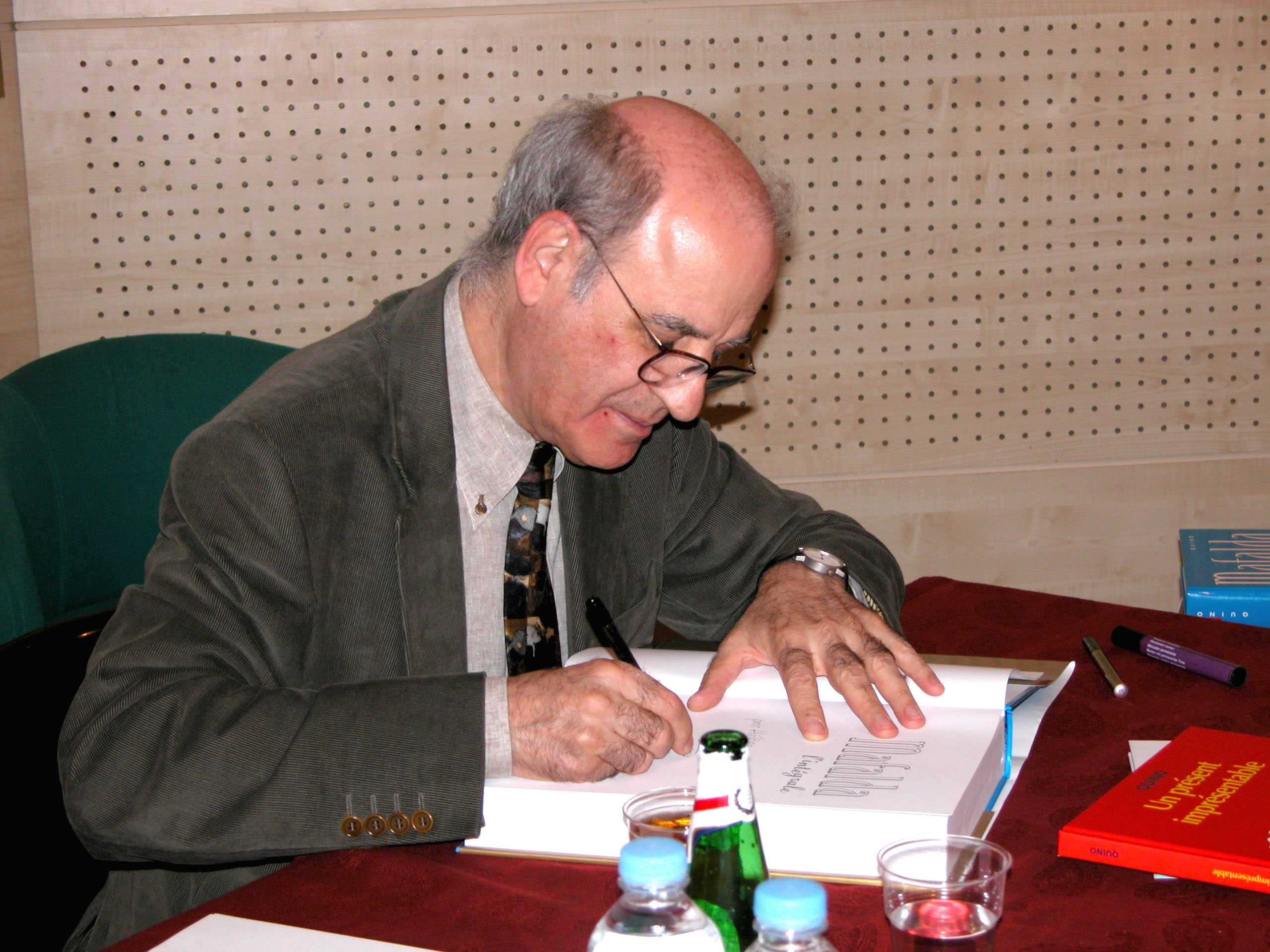
Quino dédicace un livre à Paris en 2004.

En 2013, dans un entretien téléphonique avec des journalistes mexicains, il indique qu'il a pratiquement cessé de dessiner car des problèmes de vue ne lui permettent plus de le faire. Toutefois, il estime avoir eu la chance de pouvoir s'exprimer grâce à son art tout au long de sa vie. Il regrette aussi les utilisations politiques faites de ses personnages sur Internet : « Les gens sont attachés à mes personnages et pensent donc qu'ils peuvent en faire ce qu'ils veulent, mais je n'aime pas ça. ».
En 2014, Quino fête ses soixante ans de carrière et les cinquante ans de son personnage Mafalda apparu pour la première fois dans la presse argentine le 29 septembre 1964. Le festival international de la bande dessinée d'Angoulême rend hommage à l'auteur lors de son édition 2014 avec une exposition sur Mafalda,, l'auteur est également sélectionné dans la liste éligible au titre de grand prix du festival, le prix sera finalement décerné à Bill Watterson également auteur de comic strip. La même année, il reçoit le prix Princesse des Asturies dans la catégorie Communications et Humanités et le prix Haxtur spécial « John Buscema » des auteurs ayant fait avancer la reconnaissance de la bande dessinée.

### Mort
Quino meurt le 30 septembre 2020 à Mendoza après avoir été hospitalisé pour un AVC, à l'âge de 88 ans. La veille avaient été célébrés les cinquante-six ans de la première publication de son œuvre la plus emblématique, Mafalda. Il est incinéré et ses cendres sont remises à la famille.

## Hommages
L'astéroïde de la ceinture principale (27178) Quino lui a été dédié.

## Publications

### En Argentine
- Mafalda, volumes 1 - 10
- Mafalda Inédita
- 10 años con Mafalda
- Toda Mafalda
- Bien, gracias. ¿Y usted?
- La buena mesa
- Ni arte ni parte
- Déjenme inventar
- Quinoterapia
- Gente en su sitio
- Sí, cariño
- Potentes, prepotentes e impotentes
- Humano se nace
- Yo no fui
- Cuentecillos y otras alteraciones de Jorge Timossi et illustrations de Quino
- Mundo Quino
- ¡Qué mala es la gente!
- Cuánta Bondad
- A mí no me grite
- La aventura de comer
- ¡Qué presente impresentable!
- ¿Quién anda ahí?

### En France

#### Mafalda
1. Mafalda
2. Encore Mafalda
3. Mafalda revient
4. La Bande à Mafalda
5. Le Monde de Mafalda
6. Le Petit Frère de Mafalda
7. La Famille de Mafalda
8. Mafalda et ses amis
9. Les Vacances de Mafalda
10. Le Club de Mafalda
11. Mafalda s'en va
12. Il était une fois Mafalda

- Mafalda l'intégrale
- En voyage avec Mafalda

#### Recueils de dessins d'humour
- Pas mal et vous?[19]
- Bien chez soi
- À votre bon cœur[20]
- Pour l'humour de l'art
- Laissez-moi imaginer
- Provision d'humeur
- Quino-thérapie
- Ça va les affaires?
- Les gaffes de Cupidon
- Qui est le chef?
- À table!
- On est né comme on est né
- C'est pas ma faute
- Les gens sont méchants
- Un présent imprésentable
- La Guernica

## Adaptations de son œuvre

### Séries animéesMafalda
- 1975 : Mafalda (1re série)
- 1995 : Mafalda (2e série - remasterisée en 2007)[21]

### Autres
En 2021, l'entreprise Lunii réalise une adaptation audio d'une sélection de gags sous le titre Les Bandes à écouter de Mafalda.